# Estación San Martín (Coquimbo)
San Martín fue una estación de ferrocarril que se hallaba dentro de la comuna de Coquimbo, en la región homónima de Chile. Fue parte del Longitudinal Norte y actualmente se encuentra inactiva, aun cuando las vías siguen siendo utilizadas para el transporte de carga por parte de Ferronor, actual propietaria del trazado.

## Historia
No existe certeza sobre la fecha exacta de apertura de la estación, sin embargo la vía sobre la cual se sitúa es la misma que era utilizada por el ferrocarril que unía Coquimbo y La Serena con Ovalle y que en 1862 ya alcanzaba el sector de Las Cardas. Enrique Espinoza no consigna la estación en 1897, sin embargo ya en 1910 José Olayo López y en 1916 Santiago Marín Vicuña la incluyen en sus listados de estaciones ferroviarias, así como también aparece en mapas de 1929.
La estación se encontraba a 88 metros de altura sobre el nivel del mar. La estación San Martín habría dejado de prestar servicios antes de los años 1950, ya que mapas de 1958 no consignan la existencia de dicha estación.